# Chaetarthria truncata
Chaetarthria truncata är en skalbaggsart som beskrevs av Miller 1974. Chaetarthria truncata ingår i släktet Chaetarthria och familjen palpbaggar. Inga underarter finns listade i Catalogue of Life.